# Bennett McCallum
Bennett Tarlton McCallum (* 27. Juli 1935 in Poteet, Texas; † 28. Dezember 2022 in Charlottesville, Virginia) war ein US-amerikanischer Wirtschaftswissenschaftler und Hochschullehrer.

## Werdegang, Forschung und Lehre
Bennett McCallum wurde am 27. Juli 1935 geboren. Seine Eltern waren Henry D. McCallum und Frances T. McCallum. Er wuchs in Corpus Christi, Texas auf.
McCallum studierte zunächst an der Rice University. 1957 graduierte er dort als Bachelor of Arts in Wirtschaftswissenschaften, im folgenden Jahr verließ er die Hochschule mit dem akademischen Titel eines Bachelor of Sciences in Chemieingenieurwesen. Anschließend setzte er sein wirtschaftswissenschaftliches Studium an der Harvard Business School fort, an der er 1963 den Master of Business Administration erwarb. Er kehrte an die Rice University zurück, wo er 1969 sein Ph.D.-Studium abschloss.
Bereits während seines Ph.D.-Studiums begann McCallum zu lehren. Zwischen 1965 und 1996 zunächst als Lecturer an der University of Sussex, ab 1967 als Assistant Professor an der University of Virginia. Dort stieg er 1970 zum Associate Professor auf, 1974 wurde er zum ordentlichen Professor berufen. Nachdem er zuvor bereits als Gastdozent an der Carnegie Mellon University tätig gewesen war, folgte er 1981 einem Ruf der Hochschule. An der Universität wurde er 1986 auf den H.J.-Heinz-Lehrstuhl für Wirtschaftswissenschaften berufen. Diesen hatte er bis 2016 inne.
McCallums Arbeitsschwerpunkt lag im Bereich Geldtheorie und -politik. Mit statistischen und ökonometrischen Methoden versucht er insbesondere, tatsächliche Effekte von Geldpolitik sowie makroökonomische Auswirkungen alternativer internationaler Geldabkommen zu beschreiben. Er entwickelte mit der nach ihm benannten McCallum-Regel eine Alternative zur Taylor-Regel, mit der einer Notenbank ein Handlungsmechanismus für die Geldpolitik gegeben wird. Hierbei bildet bei McCallum die Geldbasis den zentralen Parameter.
McCallum war Fellow der Econometric Society. Als Berater arbeitete er für die Federal Reserve Bank of Richmond.